# Roland Møller
Pour les articles homonymes, voir Møller.
Roland Møller, né le 1er août 1972 à Odense (Danemark), est un acteur, auteur-compositeur et conférencier danois.

## Biographie
Roland Møller naît le 1er août 1972 à Odense, au Danemark. Il grandit dans un environnement criminel et est inculpé pour dix agressions physiques et est condamné à quatre ans et demi de prison. Il est relâché, en liberté conditionnelle, en 2002 à condition qu'il quitte Odense,.
Il étudie la musique à la Den Rytmiske Højskole et déménage à Copenhague, où il commence à écrire des chansons pour le rappeur Jokeren.

## Carrière
Roland Møller commence sa carrière en 2010 dans le film R de Tobias Lindholm et Michael Noer. Deux ans plus tard, il revient au cinéma dans Hijacking de Tobias Lindholm.
En 2013, il tourne dans Northwest et l'année suivante il obtient un petit rôle aux côtés de Nikolaj Coster-Waldau dans A Second Chance réalisé par Susanne Bier.
En 2015, il tient un rôle dans le film de guerre Les Oubliés et dans The Shamer. Il fait ses premiers pas aux États-Unis en 2017, dans le film de David Leitch Atomic Blonde avec Charlize Theron et Sofia Boutella. Cette même année, il joue également dans Papillon.
L'année suivante, il est présent dans deux films américains : The Passenger de Jaume Collet-Serra avec Liam Neeson et Vera Farmiga, ainsi que Skyscraper de Rawson Marshall Thurber avec Dwayne Johnson.
En 2019, il joue deux fois aux côtés de Claes Bang dans les films The Glass Room de Julius Sevcík et The Last Vermeer de Dan Friedkin.
En 2020, il est présent dans le film français Bluebird de Jérémie Guez, dont c'est la première réalisation. Il tourne aux côtés de Veerle Baetens, Lubna Azabal et Lola Le Lann.

## Filmographie

### Cinéma
- 2010 : R de Tobias Lindholm et Michael Noer : Mureren
- 2012 : Hijacking (Kapringen) de Tobias Lindholm : Jan Sørensen
- 2013 : Northwest (Nordvest) de Michael Noer : Bjørn
- 2014 : A Second Chance (En chance til) de Susanne Bier : Un homme
- 2015 : Les Oubliés (Under sandet) de Martin Zandvliet : Sergent Carl Rasmussen
- 2015 : The Shamer (Skammerens datter) de Kenneth Kainz : Hannes
- 2016 : Undercover de Nikolaj Peyk : Mick
- 2017 : Atomic Blonde de David Leitch : Aleksander Bremovych
- 2017 : Darkland (Underverden) de Fenar Ahmad : Claus
- 2017 : Papillon de Michael Noer : Celier
- 2018 : The Passenger (The Commuter) de Jaume Collet-Serra : Jackson
- 2018 : Bluebird (A Bluebird in My Heart) de Jérémie Guez : Danny
- 2018 : Skyscraper de Rawson Marshall Thurber : Kores Botha
- 2019 : The Glass Room de Julius Ševčík : Stahl
- 2019 : The Last Vermeer de Dan Friedkin : Esper Vesser
- 2019 : Valhalla de Fenar Ahmad : Thor
- 2020 : Riders of Justice (Retfærdighedens ryttere) : Kurt
- 2021 : Blood Red Sky de Peter Thorwarth : Karl
- 2022 : Medieval de Petr Jakl : Torak
- 2023 : Black Lotus de Todor Chapkanov : John
- 2026 : Mutiny de Jean-François Richet

#### Courts métrages
- 2007 : Lommen fuld af guld de Kenneth Skouboelling : Un policier
- 2013 : Den der viser vej : Mikkel
- 2014 : For det fælles bedste de Lisa Svelmoe : John
- 2016 : X de Jesper Skouboelling : Mr. Z
- 2017 : Blot Et Minde de Jafar Muataz : Klan

### Télévision
- 2014 : Dicte : Frank Hansen
- 2018 : Beck : William Jensen
- 2020 : Sløborn : Magnus Fisker

### Plateforme VOD
- 2023 : Citadel : Anders Slije

## Distinctions

### Récompenses
- 2014 : Bodil du meilleur acteur dans un second rôle pour Northwest
- 2015 : Festival international du film de Tokyo : Prix du meilleur acteur pour Les Oubliés (Under sandet) - partagé avec Louis Hofmann
- 2016 : Bodil du meilleur acteur pour Les Oubliés (Under sandet)

### Nominations
- 2011 : Bodil du meilleur acteur dans un second rôle pour Hijacking (Kapringen)
- 2013 : Bodil du meilleur acteur dans un second rôle pour R
- 2016 : Robert du meilleur acteur pour Les Oubliés (Under sandet)
- 2016 : Bodil du meilleur acteur pour Les Oubliés (Under sandet)